# 海爾半島戰役

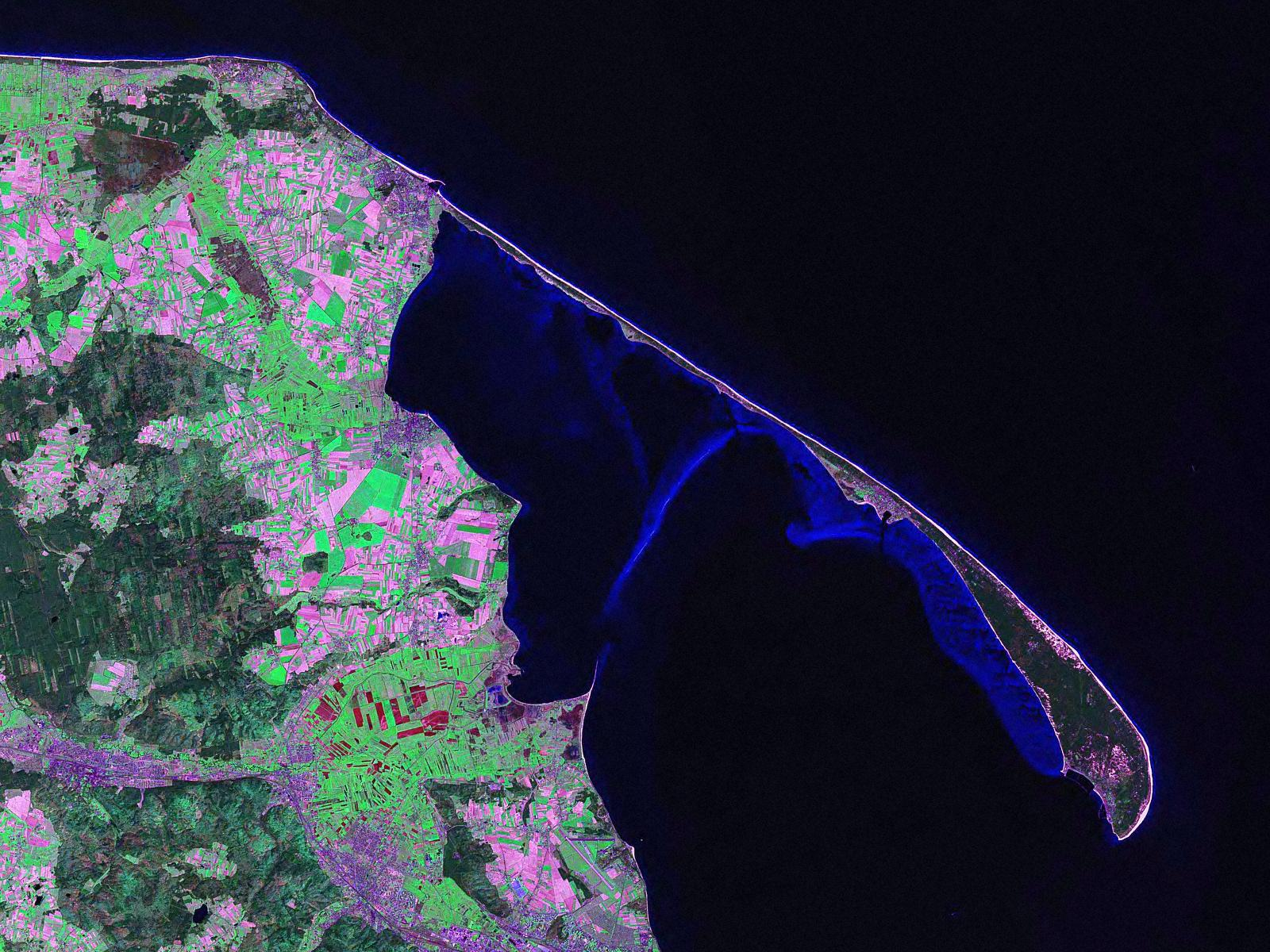
2000年從空中拍攝的海爾半島。

海爾半島戰役是第二次世界大戰中，波蘭戰役期間最長的戰鬥之一。 
海爾半島，以及位於其上的城市海爾，是波蘭陸軍抵抗德軍入侵最久的口袋區。大約3000名士兵守衛著海爾要塞地區(此編隊在波蘭文裡稱Rejon Umocniony Hel)，隸屬於海岸防衛軍團(波蘭文：Grupa Obrona Wybrzeża)。"海爾保衛軍"(波蘭文：Stanislaw Zwartynski)從1939年9月9日開始在此區抵抗敵軍的進攻，直到10月2日投降為止。

## 序幕
海爾從1928年開始成為波蘭的軍事用港，且波蘭軍隊於1920年代便控制了海爾半島北部地區。1936年，該區的官方名稱是海爾要塞地區(波蘭文：Rejon Umocniony Hel)。大約3,000名士兵駐防此區，另外也駐防三個海岸(反艦部隊)和高射炮台。海岸炮總共包含了一座4 x 152毫米砲、兩座老式2 x 105毫米砲和三座擁有8 x 75毫米砲的砲台。反空砲則具有6 x 75毫米砲和8 x 40毫米砲、以及兩座120公分反擊砲。

## 戰鬥
海爾半島在戰役的一開始成了德國空軍的目標(9月1日)。
德軍在九月的第一個禮拜就將波莫茲軍團趕出但澤走廊，並於9月9日開始攻擊位於海爾半島的守軍。在波莫茲軍團於突丘拉森林戰役戰敗後，其他在海岸邊波蘭據點皆陸續投降(西盤半島戰役、格丁尼亞戰役和克帕歐克西斯卡戰役)，到了9月20日，海爾地區是唯一在波蘭北部被包圍，但仍在持續抵抗的包圍區。
海爾保衛隊於9月3日重創了德軍的驅逐艦。一些波蘭輕型佈雷艦於9月12日晚間至13日，在海爾周圍佈置了一圈雷區。他們其中一部分在接來幾天被德國空軍被擊沉後，又由於德軍已控制了波羅的海，於是在港口工作人員及船員們都紛紛加入了地面部隊。船上的槍砲都紛紛卸下改成在陸地上的大砲。 包括老式戰列艦什列斯威格-霍爾斯坦號和西里西亞號等德國海軍單位於9月18日開始砲擊海爾半島，但效果甚微。什列斯威格-霍爾斯坦號於9月25日波蘭海岸砲火打成輕傷。海爾的高射砲被證明極為有效，他們在戰鬥中打下了約46架至53架德國飛機。
9月14日，海爾地區的波蘭軍隊和本土的聯繫被切斷。一開始受阻於波蘭保衛隊之後，德軍帶來陸上大砲及裝甲列車砲來支援他們大規模進攻。雖然德軍的進攻面對了激烈的抵抗與反擊，但他們仍略有推進。9月25日，在德軍奪取了恰瓦皮村(今日沃迪斯瓦沃沃市的一部份)後，波蘭軍事工程師引爆了魚雷，並炸毀半島最窄的部分，從此半島與本土之間的聯繫被切斷，半島也變成了島嶼。10月1日，波蘭海軍的指揮官───海軍少將喬瑟夫·盎勒格，認為要塞的補給即將耗盡 而且也沒有任何援軍到來，於是便下了投降的命令。德軍於10月2日占領了海爾半島。在海爾地區的波軍投降後，波蘭只剩波里西亞獨立行動軍團是唯一還能有組織的抵抗，但最終仍在考克戰役被擊敗。

## 附記
- ^  不同資料在提到海爾地區投降的日期不太一樣，有的說是10月1日，有的則是10月2日。舉例來說，康馬傑寫到軍事行動停止於10月1日下午兩點，但是考夫曼和吉爾嘉則記錄海爾地區是在10月2日投降。